# Эскин, Дмитрий Афанасьевич
Дмитрий Афанасьевич Эскин (1876 — после 1936) — русский и советский врач.
Доктор медицины, зав. кафедрой оперативной хирургии Пермского университета (1920–1922).

## Биография
Родился 4 сентября 1876 года в Перми в семье купца Эскина, бывшего управляющего имением помещика Дягилева — Афанасия Павловича и его жены — Александры Венедиктовны; брат Н. А. Эскина.
В 1896 году окончил Пермскую гимназию и поступил учиться в Военно-медицинскую академию в Петрограде. В 1897 году перевёлся в Казанский университет, который закончил в октябре 1903 года. Во время учёбы в университете, специализировался в клинике госпитальной хирургии у профессора Прокоина, где был оставлен ординатором.
С началом русско-японской войны как военный медик был призван в Русскую императорскую армию и с марта 1904 по декабрь 1905 года служил ординатором лазарета Симбирского отделения Красного креста, затем отправлен на Дальний Восток в действующую армию. По окончании войны, в 1905 году, вернулся в Казань на прежнее место работы к тому же профессору Прокоину. С августа по ноябрь 1908 года работал земским врачом в городе Оса, после чего был выбран коллегами в губернскую Александровскую больницу в Перми. С декабря 1908 года, имея чин коллежского асессора Дмитрий Эскин служил ординатором хирургического отделения Александровской губернской больницы. 31 августа 1912 года он женился (вторым браком) на дочери протоиерея Пермской Свято-Троицкой церкви — Зинаиде Евгеньевне Будриной, которой было 23 года. 17 мая 1914 года Д. А. Эскин на конференции Императорской военно-медицинской академии был удостоен степени доктора медицины № 7316724.
С началом Первой мировой войны снова был мобилизован в РИА и 17 августа 1914 года в составе лазарета Красного Креста на 200 коек, состоящего из шести классных и двух товарных вагонов, был отправлен из Перми на фронт. Там был назначен старшим ординатором госпиталя и отправлен на Западный фронт в город Седлец. Затем был переведен в Белорецкий передвижной лазарет. Попал в плен, через две недели был освобождён русскими войсками. Был назначен в 219-й пехотный полк 170-й пехотной дивизии главным врачом перевязочного отряда. Позже временно исполнял обязанности главного врача 55-й пехотной дивизии. Затем вернулся в Россию и по октябрь 1917 года служил врачом в Москве.
После Октябрьской революции переехал в Пермь и поступил на службу старшим ординатором в 191-й госпиталь, где позже стал его старшим врачом. Работал в госпитале по апрель 1918 года, когда был уволен со службы большевиками. Перешёл заведующим хирургическим отделением Пермской Александровской больницы, где по 1922 год одновременно был заведующим рентгеновским кабинетом. Работал в больнице и во время властвования в городе армии Колчака. 8 сентября 1919 года был арестован по доносу, но отпущен за недостатком улик и ценностью как специалиста. В 1920 году Д. А. Эскин был выбран преподавателями медицинского факультета Пермского университета на должность преподавателя и заведующего кафедрой оперативной хирургии, где проработал до 1922 года.
В 1922 году Эскину предложили должность заведующего Сарапульской хирургической лечебницей и он вместе с женой переехал в Сарапул. 7 мая 1923 года в квартире Эскина был произведен обыск — Дмитрий Афанасьевич был арестован и этапирован в Пермь, где помещен в Исправдом № 1. 7 июня Пермское ГПУ решило заключить его в концентрационный лагерь в Архангельск на три года, но 12 июля в Москве комиссия НКВД определила подвергнуть Эскина административной высылке в Туркестан на тот же срок. 3 августа 1923 года он был выслан из Перми в Актюбинск на два года. Далее след Д. А. Эскина теряется, но есть сведения, что он в 1936 году работал хирургом в железнодорожной больнице города Сызрань.
В РГИА имеются документы, относящиеся к Д. А. Эскину.